# Data General Nova

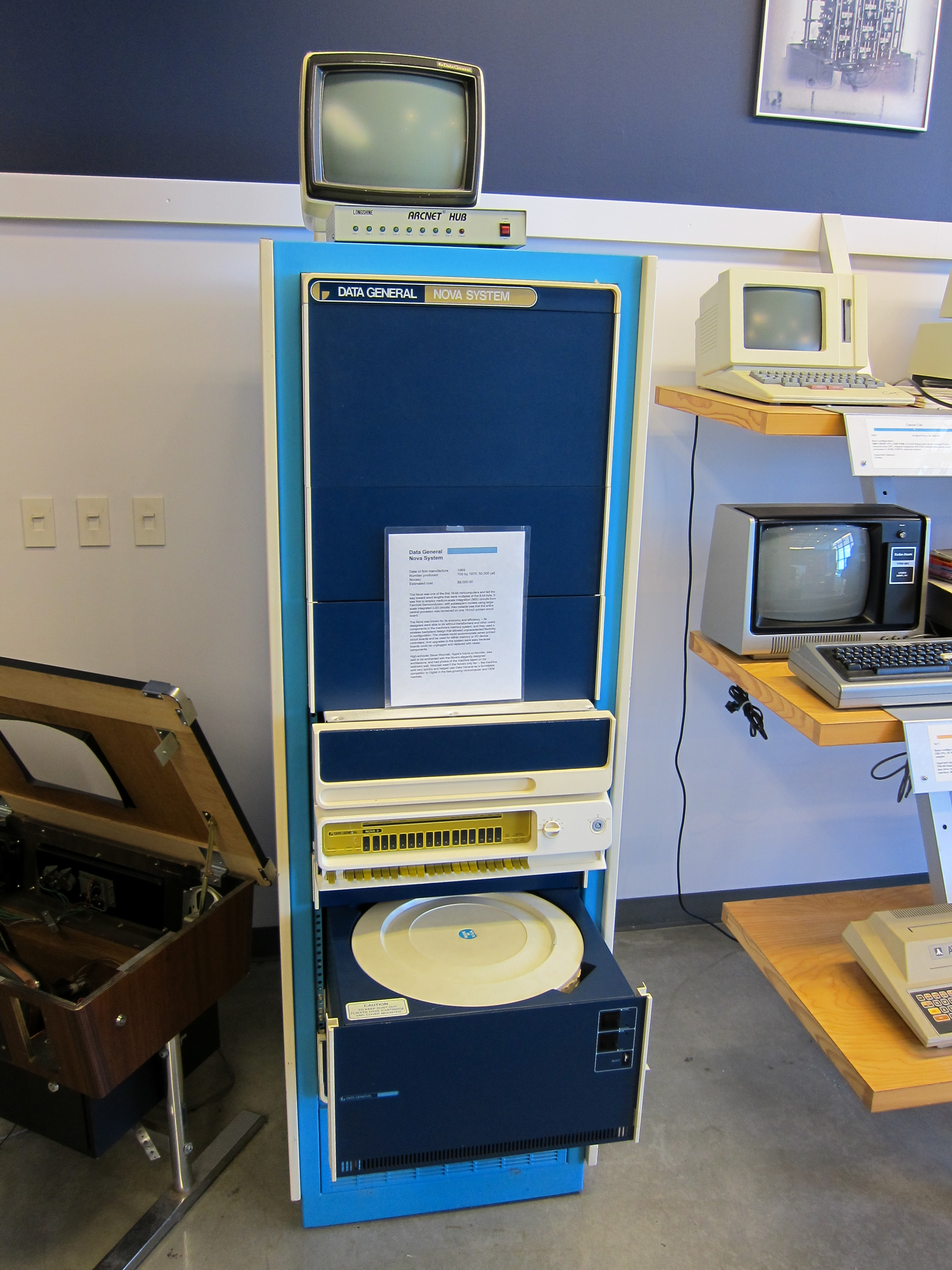
Un sistema Nova (beige y amarillo) en el centro, debajo una unidad removible de disco duro abierta, en una caja Rack casi vacía.

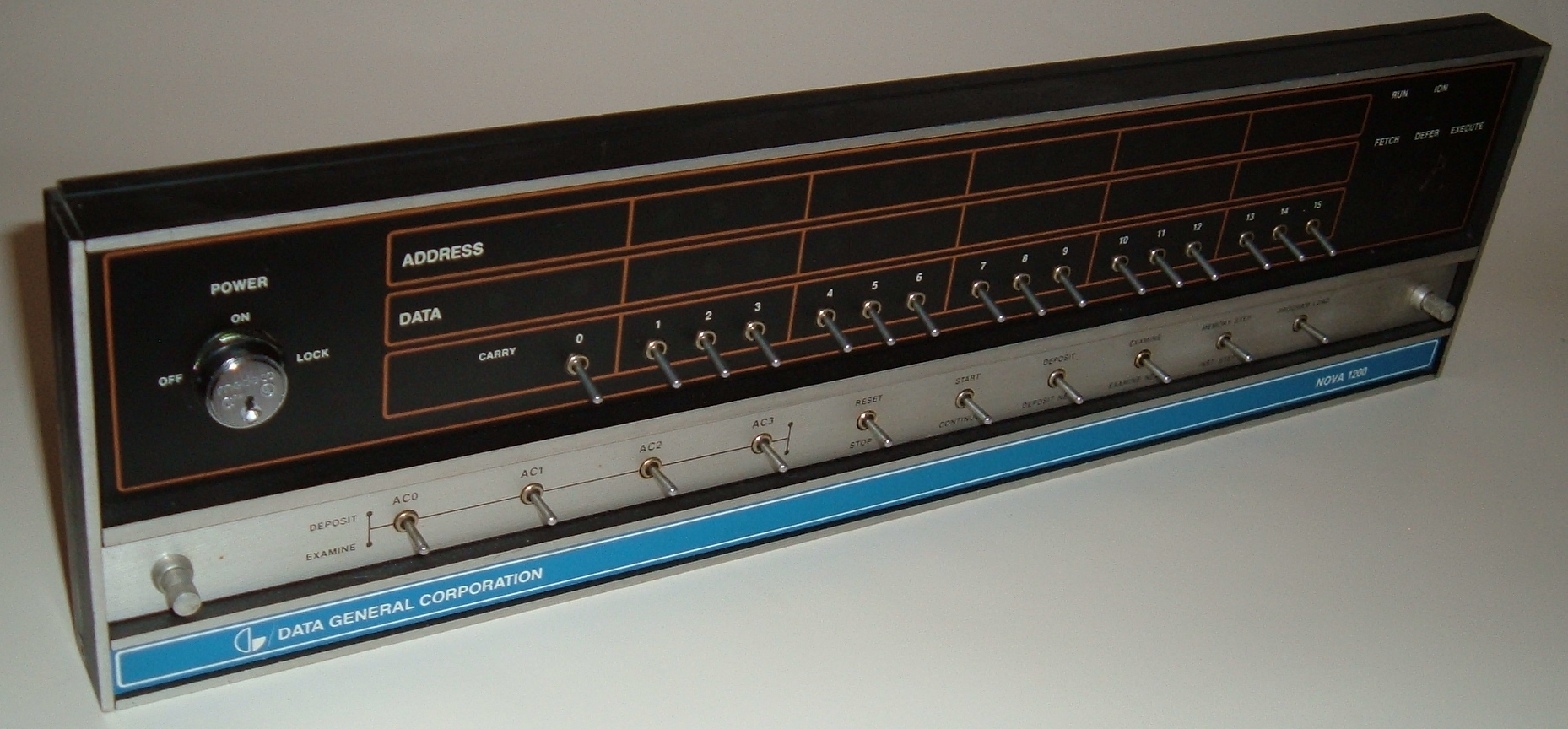
Panel frontal del Data General Nova 1200

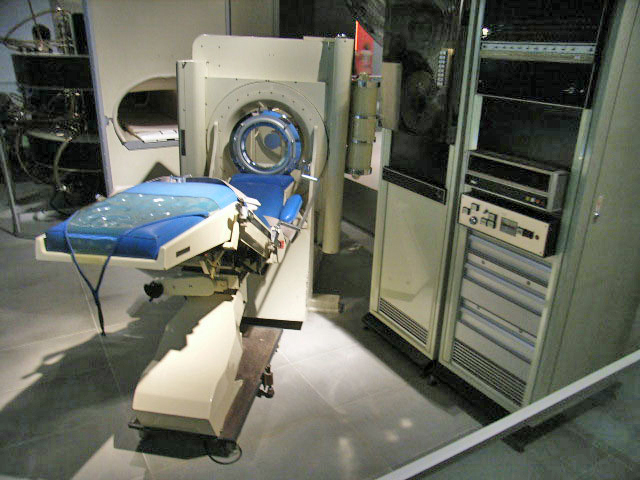
A la derecha un Nova 1200, que procesaba las imágenes generadas por el EMI-Escáner, el primer escáner TAC comercialmente disponible.

El Data General Nova fue una serie de miniordenadores de 16 bits fabricados por la empresa Data General. El primer modelo de la serie Nova, llamado sencillamente "Nova", fue lanzado en 1969. El Nova se montaba en una sola caja tipo rack, y disponía de suficiente potencia para realizar tareas informáticas sencillas. El Nova se convirtió en muy popular en laboratorios científicos de todo el mundo. Le sucedió el Data General Eclipse, el cual era similar pero con soporte de memoria virtual y otras características requeridas por los sistemas operativos más modernos.

## Historia
Edson de Castro era director de producto del miniordenador pionero PDP-8 en la empresa Digital Equipment Corporation (DEC), un ordenador de 12 bits generalmente considerado como el primer miniordenador real. De Castro estaba convencido de que era posible mejorar el PDP-8 construyendo un miniordenador de 16 bits con rendimiento mejorado y coste más bajo. De Castro dejó DEC junto con Richard Sogge, ingeniero de hardware, y Henry Burkhardt III, ingeniero de software, para fundar Data General (DG) en 1968. El cuarto fundador, Herbert Richman, había sido agente de ventas para Fairchild Semiconductor y los conocía a través de sus contactos con DEC.
De forma similar al PDP-8, el Nova se basaba en placas de circuitos impresos de 38×38 cm. Las placas se diseñaron para ser conectadas juntas utilizando una placa base, con mínimo cableado manual, dejando las placas dispuestas para ser construidas de forma automatizada. Esto redujo mucho los costes sobre la técnica de cableado manual tradicional. La construcción de placas más grandes también hicieron al Nova más fiable, lo que lo hizo especialmente atractivo para equipamiento en industrias o laboratorios. Fairchild Semiconductor proporcionó sus nuevos chips de media-escala de integración (MSI) que fueron usados en el sistema. El Nova era uno de los primeros miniordenadores de 16 bits y lideró el movimiento de utilizar longitudes de palabra múltiplos del byte de 8 bits en ese mercado.
Data General lanzó el Nova en 1969 con un precio de base de US$3995 (equivalente a $33 193 en 2023), anunciándolo como «el mejor pequeño ordenador del mundo». El modelo básico no era muy útil sin su caja rack y sin el añadido de RAM en forma de memoria de núcleos magnéticos, por lo que el precio ascendía hasta US$7995 (equivalente a $66 427 en 2023). Comenzando en 1969, Data General fabricó un total de 50.000 Novas a una media de US$8000 (equivalente a $66 468 en 2023) cada uno. El mayor competidor del Nova fue la nueva serie DEC PDP-11, y en menor medida el anterior sistema DEC PDP-8. El Nova se haría muy popular en entornos científico y para su uso en laboratorios.

## Prestaciones
El Nova 1200 ejecutado instrucciones de acceso a la memoria de núcleos (LDA y STA) en 2,55 microsegundos (μs). Usándolo solo para leer memoria guardada se ahorraba 0,4 μs. Las instrucciones con el acumulador (ADD, SUB, COM, NEG, etc.) usaban 1,55 μs, MUL 2,55 μs, DIV 3,75 μs, ISZ 3,15-4,5  μs. En el posterior Eclipse MV/6000, LDA y STA tardaban 0,44 μs, ADD y similares 0,33 μs, MUL 2,2 μs, DIV 3,19 μs, ISZ 1,32 μs, FAD 5,17 μs, FMMD 11,66 μs.